# Кальваніко
Кальваніко (італ. Calvanico) — муніципалітет в Італії, у регіоні Кампанія, провінція Салерно.
Кальваніко розташоване на відстані близько 240 км на південний схід від Рима, 50 км на схід від Неаполя, 13 км на північний схід від Салерно.
Населення — 1541 особа (2014).
Щорічний фестиваль відбувається 29 вересня. Покровитель — святий Архангел Михаїл.

## Демографія
Населення за роками:

Станом на 1 січня 2023 року в муніципалітеті офіційно проживали 103 іноземці з 14 країн, серед них 63 громадяни країн Євросоюзу та 21 громадянин України.

## Сусідні муніципалітети
- Фішіано
- Джиффоні-Сеї-Казалі
- Джиффоні-Валле-П'яна
- Монторо-Суперіоре
- Серино
- Солофра